# Szentpéteri Gabriella (gyógyszerész)
Szentpéteri Gabriella, férjezett Rákosi Miklósné (Cinkota, 1927. augusztus 3. – Budapest, 1969. február 6.) gyógyszerész, növényanatómus.

## Élete
Szentpéteri Pál (1892–1969) gyógyszerész és Sztraka Borbála lányaként született. 
Középiskolai tanulmányait 1937 és 1945 között a Budapesti Baár–Madas Református Leánynevelőintézet Gimnáziumában végezte. 1950-ben a budapesti egyetemen szerzett gyógyszerészoklevelet. 1959-ben a Budapesti Orvostudományi Egyetemen doktorált. 
Gyógyszertárban dolgozott, 1950-től az Eötvös Loránd Tudományegyetem (ELTE) alkalmazott növénytani tanszékén volt gyakornok, tanársegéd és adjunktus (1963). 1968-ban egészségügyi szakközépiskolai igazgató lett, de rövidesen visszatért a gyógyszertári hálózatba. 
Tudományos kutatásai főleg a hazai vadontermő macskagyökér-félék (Valeriánák) morfológiai-rendszertani, termesztéstechnikai, fejlődéstani, hatóanyag-tartalmi, egyed- és szövetfejlődéstani vonatkozásaira terjedtek ki. 
Szaklapokban megjelent dolgozatainak száma meghaladja a harmincat.
Halálát koponyatörés, agyroncsolódás okozta.